# Josef Porkert

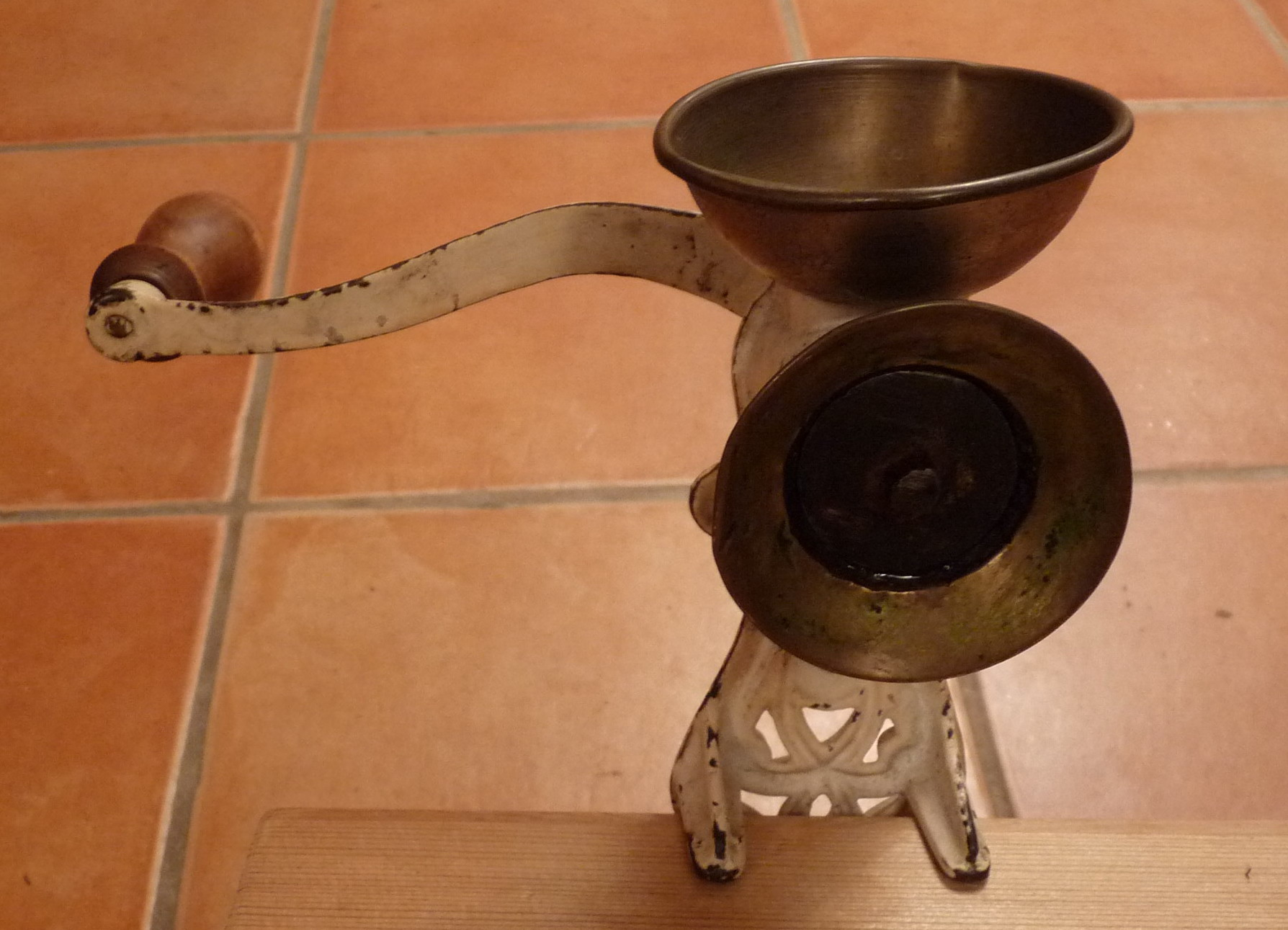
Mohnmühle „Ideal“ von Porkert

Josef Porkert (* 2. Februar 1828; † 27. April 1895 in Skuchrow an der Alba) war ein böhmischer Industrieller und Begründer des gleichnamigen Unternehmens.
Porkert soll im böhmischen Abertham geboren worden sein. In den dortigen Kirchenbüchern findet sich jedoch in der genannten Zeit kein Geburts- oder Taufeintrag.
Er studierte an der Bergakademie Příbram und wurde 1863 Direktor der Růženiny hutě (Rosenhütte) in Skuhrov nad Bělou, einer 1817 gegründeten Eisenhütte des Grafen Hans Kolowrat. Als die Eisenproduktion 1879 eingestellt wurde, mietete Porkert 1881 den Betrieb und wandelte ihn in eine Eisengießerei um. Er produzierte Ofenheizungen, Keilriemenscheiben und Klavierrahmen. Das Unternehmen stellte Gussrahmen für die Firma Antonín Petrof in Hradec Králové (Königgrätz) her und belieferte weitere namhafte Klavierhersteller wie Bösendorfer, Hoffman-Czarny, Baumann, Ehrbar und andere.
Nach dem Tod Josef Porkerts 1895 übernahmen seine Söhne Wilhelm und Eduard das Unternehmen. Sie erweiterten die Produktpalette um Küchenmaschinen und vor allem um handbetriebene Fleischwölfe und andere Handdrehmühlen, die in den folgenden Jahrzehnten den Schwerpunkt der Produktion bildeten. 1911 belief sich die Jahresproduktion von „Porkert a spol.“ auf 100.000, im Jahr 1929 bereits auf 400.000 Küchengeräte. Drei Viertel der Produktion wurden exportiert. Hauptabnehmer waren Polen, England und Übersee. In den 1940er Jahren kamen auch Elektrogeräte und Küchenroboter hinzu.
1948 wurde das Unternehmen verstaatlicht und ein Großteil der Produktpalette in andere Betriebe ausgelagert. Das Werk in Skuhrov stellte fortan nur noch die klassischen Handmühlen her. Die Restitution im Jahr 1992 an die Erben der Familie Porkert war nicht erfolgreich. 2007 ging das Unternehmen in Insolvenz. Ebenso erging es dem Nachfolger Karavela Properties, der 2008 den Betrieb übernahm. Seit 2010 ist das Traditionswerk geschlossen.
Nach Beendigung der Produktion von manueller Schneidetechnik im ursprünglichen Betrieb in Skuhrov nad Bělou entschloss sich die Gesellschaft Hanhart Morkovice sro, die Produktion dieser traditionellen Marke wieder aufzunehmen. Die Gesellschaft Hanhart Morkovice sro ist der offizielle, rechtskräftige Inhaber der Marke, des Know-hows und sämtlichen geistigen Eigentums der Marke PORKERT.